# Aphanius burduricus
Aphanius burduricus е вид лъчеперка от семейство Cyprinodontidae. Видът е застрашен от изчезване.

## Разпространение и местообитание
Разпространен е в Турция.
Обитава крайбрежията на сладководни басейни и реки.

## Описание
На дължина достигат до 5 cm.
Популацията на вида е намаляваща.